# 日本高僧伝要文抄
『日本高僧伝要文抄』（にほんこうそうでんようぶんしょう）は東大寺僧宗性による日本の高僧伝の抄本。建長元年（1249年）、同3年（1251年）成立。散逸した『延暦僧録』の抄文を含む。

## 概要
本作は既存の日本の高僧の伝記の抜き書きを集めたものであり、18人の単独の伝記と『延暦僧録』より24人の伝記を収録している。抜き書きされている伝記について、横内裕人は菩提僊那伝と道場伝を除き「公的記録あるいはそれに准ずる伝記を用い」、「往生伝、説話集の類は引用していない」と総括している。
宗性は本作の撰述に先立って、抜き書き箇所を箇条書きした『日本高僧伝指示抄』（にほんこうそうでんしじしょう、以下『指示抄』）を作成している。『指示抄』には菩提僊那、道場、護命、『延暦僧録』の項目がない他、『指示抄』に挙げられているが『日本高僧伝要文抄』の本文に確認できない箇条もある。
奥書と識語より、巻1と巻2の大部分は建長元年（1249年）7月から10月に東大寺知足院で書写されたとわかる。ただし、書写順序は配列通りとはなっていない。巻3は建長3年（1251年）10月1日於東大寺知足院の奥書を持っている。とはいえ、巻3の明詮伝と増利伝は明詮伝→相応伝→尊意伝→増利伝（相応伝・尊意伝は巻2）の順で連続する綴じ目の符丁があるため、順番に書写されたとみられる。つまるところ、『指示抄』に項目のない3伝と『延暦僧録』が建長3年の増補なのであろう。
本作及び『指示抄』の宗性自筆本が東大寺に残っており、「高僧伝六種〈宗性筆／〉」として、国の重要文化財に指定されている（1952年3月29日指定）。「新訂増補国史大系」巻31（1932年）はこの自筆本を底本としている。また、「大日本仏教全書」巻101（1913年）にも本作と『指示抄』が収録されているが、こちらの底本は彰考館本であり、横内裕人は『国史大系書目解題』において「目次・補訂も翻刻されており、自筆本の原形とはかなり隔たるもので、利用には注意を要する」としている。

## 内容

### 日本高僧伝要文抄
| 巻  | 伝                   | 僧侶     | 素材                                               |
| --- | -------------------- | -------- | -------------------------------------------------- |
| 巻1 | 婆羅門僧正伝         | 菩提僊那 | 逸書。『南天竺婆羅門僧正碑』『大安寺碑文』ではない |
| 巻1 | 弘法大師伝（上・下） | 空海     | 聖賢『高野大師御広伝』                             |
| 巻1 | 禅林寺僧正伝         | 宗叡     | 『日本三代実録』卒伝                               |
| 巻1 | 静観僧正伝           | 増命     | 逸書。『扶桑略記』卒伝に類似                       |
| 巻1 | 浄蔵伝               | 浄蔵     | 逸書。『延暦寺智行高僧伝』「浄蔵略伝」に類似       |
| 巻1 | 書写上人伝           | 性空     | 花山上皇『性空上人伝』                             |
| 巻1 | 道場法師伝           | 道場     | 『日本霊異記』                                     |
| 巻1 | 陽勝仙人伝           | 陽勝     | 『陽勝上人伝』                                     |
| 巻2 | 伝教大師伝           | 最澄     | 仁忠『叡山大師伝』                                 |
| 巻2 | 慈覚大師伝           | 円仁     | 源英明『慈覚大師伝』                               |
| 巻2 | 智証大師伝           | 円珍     | 三善清行『智証大師伝』                             |
| 巻2 | 無動寺大師伝         | 相応     | 『天台南山無動寺建立和尚伝』                       |
| 巻2 | 尊意贈僧正伝         | 尊意     | 『尊意贈僧正伝』                                   |
| 巻2 | 慈恵大僧正伝         | 良源     | 藤原斉信『慈恵大僧正伝』                           |
| 巻2 | 池上阿闍梨伝         | 皇慶     | 大江匡房『谷阿闍梨伝』                             |
| 巻3 | 護命僧正伝           | 護命     | 逸書                                               |
| 巻3 | 音石山大僧都伝       | 明詮     | 義済による伝記。逸書                               |
| 巻3 | 増利僧都伝           | 増利     | 逸書                                               |
| 巻3 | 延暦僧録             | 下記     | 『延暦僧録』                                       |

#### 延暦僧録
| 巻1 | 沙門釈鑑真・沙門釈道璿・沙門釈思託・沙門釈栄叡・沙門釈普照・沙門釈隆尊 |
| 巻2 | 上宮皇太子菩薩（聖徳太子）・近江天皇菩薩（天智天皇）・勝宝感神聖武皇帝（聖武天皇）・天平仁正皇后菩薩（光明皇后）・長岡天皇菩薩（桓武天皇）・感瑞応祥皇后菩薩（藤原乙牟漏）・沙門釈浄三菩薩（文室浄三）             |
| 巻5 | 沙門釈慶俊・沙門釈戒明・感神功臣大夫居士（藤原良継）・守真居士（藤原種継）・芸亭居士（石上宅嗣）・東大居士（佐伯今毛人）・瀧淵居士（石川恒守）・淡海居士（淡海三船）・班爵居士（大中臣諸魚）・居士加古（穂積加古） |

### 日本高僧伝指示抄
- 弘法大師伝上
- 弘法大師伝下
- 禅林寺僧正伝
- 書写上人伝
- 静観僧正伝
- 浄蔵伝
- 陽勝仙人伝
- 伝教大師伝
- 慈覚大師伝
- 智証大師伝
- 無動寺大師伝
- 尊意贈僧正伝
- 慈恵大僧正伝
- 池上阿闍梨伝
- 音石山大僧都伝
- 増利僧都伝

「新訂増補国史大系」、「大日本仏教全書」を基に作成